# Branca (pani Guadalajara)
Branca (ur. przed 1192, zm. 17 listopada 1240) – portugalska infantka, ósme dziecko króla Sancha I i Dulce Berenguer. Była feudalną panią Guadalajary. 
Jej szczątki spoczywają w klasztorze Santa Cruz w Coimbrze.